# (1868) Thersites
(1868) Thersites – planetoida z grupy trojańczyków okrążająca Słońce w ciągu 12 lat i 85 dni w średniej odległości 5,31 j.a. Została odkryta 24 września 1960 roku przez Ingrid van Houten-Groeneveld i Cornelisa van Houtena na płytach fotograficznych wykonanych przez Toma Gehrelsa w Obserwatorium Palomar w ramach programu Palomar-Leiden-Survey. Nazwa planetoidy pochodzi od Tersytesa – greckiego wojownika, który chciał przerwać oblężenie Troi i wrócić do domu. Przed nadaniem nazwy planetoida nosiła oznaczenie tymczasowe (1868) 2008 P-L.